# Pozsony Ferenc
Pozsony Ferenc (Zabola, 1955. április 16. –) erdélyi magyar néprajzkutató, a Magyar Tudományos Akadémia külső tagja (2010). A Babeș–Bolyai Tudományegyetem tanáraként több generáció néprajzkutatót indított el a pályán. Munkássága a Feketeügy-vidéki népballadáktól a moldvai és gyimesi csángók szokásvilágán, az erdélyi szászok jeles napi szokásain át a népi együttélés társadalomnéprajzi kérdéseiig terjed.

## Életútja
Középiskoláit a kovásznai Kőrösi Csoma Sándor Líceumban végezte 1974-ben, ahol már diákként bekapcsolódott az iskola MI című diáklapjának szerkesztésébe. Két év sorkatonai szolgálatot követően, 1981-ben szerzett magyar szakos tanári diplomát a Babeș–Bolyai Tudományegyetemen. Egyetemi évei alatt a Visszhang diákrádióban elhangzó néprajzi műsorok szerkesztője volt. Ő a Filológiai Kar néprajzi tudományos diákkörének egyik megteremtője. 
Az 1976–1977-es tanévben helyettes tanár volt szülőfaluja általános iskolájában. Ezekben az években tájházat alapított a településen. 1981-től Kézdivásárhelyen általános iskolai, majd 1982–1990 között a 2-es Számú Ipari Líceumban középiskolai tanárként dolgozott. 1989-ben időszakos kiállítást rendezett a moldvai csángók viseletéről a Csernátoni Tájmúzeumban, amelyet a lakáskultúrájukról szóló kiállítás követett 1992-ben.
1990-ben a Babeș-Bolyai Tudományegyetem Magyar Nyelv és Kultúra Tanszéke keretében a néprajz szakon egyetemi adjunktus lett. 1997-ben ott nyerte el az etnológiai tudományok doktora címet, majd 1998-tól docensként folytatta az oktatótevékenységet. Erdély társadalomnéprajza, együtt élő népeinek kultúrája, a népszokások és együttélési modellek vizsgálata tárgykörökből tartja előadásait. 1994-ben Miskolcon, 1995-től évente Debrecenben, 1997-ben pedig Szegeden volt vendégtanár. Az egyetem magyar tanszéke és a Kriza János Néprajzi Társaság keretében Keszeg Vilmossal közösen egy új néprajzkutató-nemzedéket indított útjára. 

## Munkássága
Első szaktanulmányát A hajdúkkal induló lány balladájának újabb változatai címmel 1980-ban közölte. Az 1970-es években a háromszéki népi kerámia és a háromszéki népballadák kutatása kötötte le, jelezve, hogy mind a tárgyi, mind a szellemi néprajz területén nem csak új anyag feltárására, de egy új, modern szemlélet érvényesítésére is törekszik. Ez tükröződik első kötete, a Feketeügy-vidéki népballadákat tartalmazó Álomvíz martján (1984) anyagában és bevezető tanulmányában, valamint a Művelődés folyóirat Vadrózsa rovatában megjelent részközléseiben épp úgy, mint olyan tanulmányaiban, mint a Természetközpontú világ (TETT 1987/2).
1995-ben megjelent újabb kötete (Szeret vize martján, Kolozsvár, 1995) a klézsei Lőrinc Györgyné Hodorog Lucától gyűjtött moldvai csángómagyar népköltészeti kincs sajtó alá rendezése, amellyel összefüggésben több tanulmányában tárta fel a moldvai és gyimesi csángók szokásvilágát (Gyertyános – egy Gyimesből kirajzott település. Honismeret 1990/5-6; Lakodalom a moldvai Klézsén. Művelődés 1992/12; Újesztendőhöz kapcsolódó szokások a moldvai csángóknál. Néprajzi Látóhatár 1994/1-2; A moldvai csángók identitásának összetevőiről. Magyarságkutatás 1996). A Kriza János Néprajzi Társaság 5. Évkönyvében (Kolozsvár, 1997) a moldvai csángók újesztendei szokásairól, vallásos tárgyairól, a látomásnak a népi tudatban játszott szerepéről közölt tanulmányokat.
Az 1980-as évekre nyúlnak vissza az erdélyi szászokkal kapcsolatos néprajzi kutatásai is: a sónai szászok esővarázslási és csurgóújítási szokásairól először a Művelődésben (1991/1) közölt tanulmányt, majd ugyanott a szászok közt élő karácsonyi (1994/12), illetve farsangi (1995/2) szokásokról. Doktori disszertációjában az erdélyi magyar jeles napi szokásokat ért szász hatást vizsgálta (kötetben: Szól a kakas már, Csíkszereda, 1998), s önálló kötetet jelentetett meg Az erdélyi szászok jelesnapi szokásai címmel (Csíkszereda, 1998; németül: Festbrauche der siebenbürger Sachsen, Csíkszereda, 1999).
A népi együttélés társadalomnéprajzi összefüggéseinek témaköréhez tartoznak az erdélyi cigánysággal kapcsolatos kutatásai is (A háromszéki magyarajkú cigányok vallásos hitélete in Cigány néprajzi tanulmányok I., Budapest, 1993; Változások az erdélyi cigánytársadalom életében in Keresztény Szó 1997/4).
Említett önálló kötetei mellett tanulmányai jelentek meg magyar, német, román és angol nyelven a következő gyűjteményes kötetekben: Buletinul Științific al Societății Cercurilor Studențești de Etnografie și Folclor (Nagybánya, 1981); Népismereti dolgozatok (1985); Népi vallásosság a Kárpát-medencében I. (veszprém, 1991); Népi vallásosság a Kárpát-medencében II. (Veszprém–Debrecen, 1997); A Duna menti népek hagyományos műveltsége (Budapest, 1991); Kultúra és tradíció (Miskolc, 1992); Moldovának szép tájain születtem (Jászberény, 1993); Cigány néprajzi tanulmányok (Budapest, 1993); Néprajzi tanulmányok Ikvai Nándor emlékére (Szentendre, 1994); Kultúrák találkozása – kultúrák konfliktusai (Békéscsaba–Budapest, 1995); Forschungen zur Volks- und Landeskunde (1995/1–2); Magyarságkutatás 1995–96 (Budapest, 1996); Európából Európába (Budapest, 1997); Csángó sorskérdések (Budapest, 1997); Eksztázis, álom, látomás (Budapest–Pécs, 1998); Művelődés a művelődés szolgálatában (Kolozsvár, 1998); Tanulmányok a cigányságról és hagyományos kultúrájáról (Gödöllő, 1998); Modele de conviețuire în Ardeal (Kolozsvár, 1999); Conferința națională de bilingvism (Bukarest, 1999); European Tradition and Experiences (Kolozsvár, 1999); Modele de conviețuire în Europa Centrală și de Est (Arad, 2000); The Minorities at the Turn of Millennium (Budapest, 2000).
Társszerzője az Együttélési modellek Erdélyben (Kolozsvár, 1999) című kötetnek és a Magyar népi kultúra című kétkötetes egyetemi tankönyvnek (Kolozsvár, 2000–2001). Társszerkesztője a Fiatalok vasárnapja Európában című kötetnek (Keszeg Vilmossal és Tötszegi Teklával, Kolozsvár, 2009).

### Társasági tagságai és elismerései
1990-től alapító elnöke, majd 2012-től tiszteletbeli elnöke a Kriza János Néprajzi Társaságnak, 1997-ben a Magyar Néprajzi Társaság külföldi tiszteleti tagjává választották. Tagja az Erdélyi Múzeum-Egyesületnek, a heidelbergi Arbeitskreis für Siebenbürgische Landeskunde társaságnak (Erdélyi Honismereti Munkaközösség), 1996-tól választmányi tagja a Nemzetközi Magyar Filológiai Társaságnak. 2010-ben a Magyar Tudományos Akadémia külső tagjai közé választották.
Néprajzkutatói munkássága elismeréseként 1989-ben a Magyar Néprajzi Társaság Jankó János-díját, 1998-ban az Erdélyi Magyar Közművelődési Egyesület Bányai János-díját, 1998-ban ismét a Magyar Néprajzi Társaság Györffy István-emlékérmét nyerte el. Állami szintű kitüntetései közük kiemelkedik a Nemzeti Kulturális Örökség Minisztériuma által adományozott Csángó Kultúráért díj (2004) és A Köztársaság Elnökének Érdemérme (2011). 2025-ben a Háromszék kultúrájáért díjjal tüntették ki.

## Művei
- Álomvíz martján. Feketeügy vidéki magyar népballadák; gyűjt. bev., jegyz. Pozsony Ferenc; Kriterion, Bukarest, 1984
- Szeret vize martján. Moldvai csángómagyar népköltészet; a klézsei Lőrinc Györgyné Hodorog Lucától gyűjt., bev., jegyz. Pozsony Ferenc, dallamok sajtó alá rend. Török Csorja Viola; Asociaţia Etnografică Kriza János, Kolozsvár, 1994 (Kriza János Társaság könyvtára)
- Az erdélyi szászok jeles napi szokásai; Pro-Print, Csíkszereda, 1997 (Krónika könyvek)
- Faragó József bibliográfiája; szerk. Borbély Éva, Pozsony Ferenc; Kriza János Néprajzi Társaság, Kolozsvár, 1998
- Szól a kakas már. Szász hatás az erdélyi magyar jeles napi szokásokban; Pro-Print, Csíkszereda, 1998 (Krónika könyvek)
- Csángósors. Moldvai csángók a változó időkben; szerk. Pozsony Ferenc; Teleki László Alapítvány, Bp., 1999 (A magyarságkutatás könyvtára)
- Emlékkönyv Imreh István születésének nyolcvanadik évfordulójára; szerk. Kiss András, Kovács Kiss Gyöngy, Pozsony Ferenc; Erdélyi Múzeum-Egyesület, Kolozsvár, 1999
- Népzenei tanulmányok. A Torockón 1997. október 25-25-én szervezett népzenei találkozó előadásai; szerk. Pozsony Ferenc; Kriza János Néprajzi Társaság, Kolozsvár, 1999 (Kriza könyvek)
- "Adok nektek aranyvesszőt...". Dolgozatok erdélyi és moldvai népszokásokról; Pro-Print, Csíkszereda, 2000
- Ceangăii din Moldova; románra ford. Horaţiu Iuliu Kozák; Asociaţia Etnografică Kriza János, Kolozsvár, 2002
- Zabola; szerk. Botlik József; Száz Magyar Falu Könyvesháza Kht., Bp., 2002 (Száz magyar falu könyvesháza)
- Adaptáció és modernizáció a moldvai csángó falvakban; szerk. Kinda István, Pozsony Ferenc; Kriza János Néprajzi Társaság, Kolozsvár, 2005
- A moldvai csángó magyarok; Gondolat–Európai Folklór Intézet, Bp., 2005 (Örökség)
- Erdélyi népszokások. Egyetemi jegyzet; Kriza János Néprajzi Társaság–BBTE, Kolozsvár, 2006 (Néprajzi egyetemi jegyzetek)
- A moldvai csángók bibliográfiája; szerk. Ilyés Sándor, Pozsony Ferenc, Tánczos Vilmos; Kriza János Néprajzi Társaság, Kolozsvár, 2006
- The Hungarian Csángó of Moldova (A moldvai csángó magyarok); angolra ford. Peter Csermely; Corvinus Publishing, Buffalo–Toronto, 2006
- Lokalitások, határok, találkozások. Tanulmányok erdélyi cigány közösségekről; szerk. Ilyés Sándor, Pozsony Ferenc; Kriza János Néprajzi Társaság, Kolozsvár, 2007
- Orbaiszék változó társadalma és kultúrája; szerk. Kinda István, Pozsony Ferenc; Kovászna Megyei Művelődési Központ, Sepsiszentgyörgy, 2007 (A zabolai Csángó Néprajzi Múzeum kiadványai)
- Lokális és transznacionális csángó életvilágok; szerk. Ilyés Sándor, Peti Lehel, Pozsony Ferenc; Kriza János Néprajzi Társaság, Kolozsvár, 2008 (angolul is megjelent)
- Népi mesterségek Háromszéken. A BBTE Magyar Néprajz és Antropológia Tanszékén tanuló, Pozsony Ferenc által irányított egyetemisták és doktorandusok terepkutatásaiból, dolgozataiból; szerk. és bev. Pozsony Ferenc; Kovászna Megyei Művelődési Központ–Regös Ifjúsági és Közművelődési Egyesület, Sepsiszentgyörgy, 2008
- Erdély népei. Szászok, örmények, székely szombatosok, cigányok. Egyetemi jegyzet; Kriza János Néprajzi Társaság–BBTE, Kolozsvár, 2009 (Néprajzi egyetemi jegyzetek)
- A fiatalok vasárnapja Európában; szerk. Keszeg Vilmos, Pozsony Ferenc, Tötszegi Tekla; BBTE Magyar Néprajz és Antropológiai Tanszék–Kriza János Néprajzi Társaság, Kolozsvár, 2009 (Kriza könyvek)
- Moldvai csángók, 1990–2010; szerk. Ilyés Sándor, Peti Lehel, Pozsony Ferenc; Kriza János Néprajzi Társaság, Kolozsvár, 2010
- Oktatás, kutatás, intézmények Kolozsvárt; szerk. Czégényi Dóra, Keszeg Vilmos, Pozsony Ferenc; Kriza János Néprajzi Társaság, Kolozsvár, 2010
- Pozsony Ferenc–Kinda István: A Csángó Néprajzi Múzeum kandallócsempe gyűjteménye; Csángó Néprajzi Múzeum–Kriza János Néprajzi Társaság, Zabola–Kolozsvár, 2011
- Páva. Tanulmányok egy orbaiszéki faluról; szerk. Jakab Albert Zsolt, Pozsony Ferenc; Kriza János Néprajzi Társaság–Csángó Néprajzi Múzeum, Kolozsvár–Zabola, 2011 (A zabolai Csángó Néprajzi Múzeum kiadványai)
- Zabola. Egy polgárosult orbaiszéki falu kulturális öröksége; Háromszék Vármegye, Sepsiszentgyörgy, 2012 (Székelyföld települései)
- Háromszéki ünnepek. Dolgozatok háromszéki népszokásokról; Kriza János Néprajzi Társaság, Kolozsvár, 2015
- Hantz Péter–Pozsony Ferenc–Füreder Balázs: Kürtőskalács. A világ minden táján ismert székely-magyar sütemény; Háromszék Vármegye, Sepsiszentgyörgy, 2015